# Basilejski kodeks
Basilejski kodeks (latinsko Codex Basilensis; oznaka Ee ali 07) je eden starejših ohranjenih svetopisemskih kodeksov.
Kodeks zajema štiri Evangelije. Napisan je v grščini in v uncialni pisavi (23 x 16,5 cm). Napisan je bil v 8. stoletju. Od leta 1431 se nahaja v Baslu. Trenutno ga hrani Univerzita knjižnica (AN III 12).